# Edentulina
Edentulina é um género de gastrópode da família Streptaxidae.
Este género contém as seguintes espécies:
- Edentulina dussumieri (Dufo, 1840)
- Edentulina moreleti (Adams, 1868)
- Edentulina usambarensis Bequaert & Clench